# Boudin de Paris
Boudin de Paris ou “boudin noir aux oignons” (“chouriço-de-sangue com cebola”) é um boudin, ou seja, um enchido cozido de carne e sangue de porco, típico da culinária de França. Tradicionalmente, é feito com um terço de carne, um terço de sangue e um terço de cebola. 
Como é costume, durante a matança do porco guarda-se o sangue, que se mistura de imediato com vinagre e se vai mexendo, para evitar que coalhe. Ao mesmo tempo, retiram-se e lavam-se as tripas, normalmente virando-as, para preparar o boudin ou, em Portugal, a morcela. Ref
Para o boudin de Paris, para além desta preparação, faz-se um caldo com a faceira, a garganta e a língua do porco, alho-porro, cenoura, nabo, uma cebola inteira com dois cravinhos, sal, pimenta em grão e um “bouquet garni”, com uma boa quantidade de água, para o caldo cozer durante umas duas horas e chegar para depois cozer o boudin. Entretanto, salteia-se cebola em banha ou manteiga, numa quantidade equivalente ao sangue, mas sem deixar mudar de cor. Tira-se a carne do caldo e corta-se em pedaços, junta-se o sangue e a cebola salteada; mete-se esta mistura dentro da tripa, fecha-se com nós em cada extremidade e põe-se a cozer no caldo em lume brando, depois de a picar com uma agulha.
O boudin está pronto e pode servir-se, depois de frito em manteiga numa frigideira, acompanhado de puré.